# Zevende chakralaag

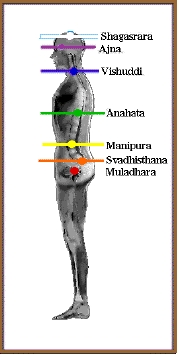
De zeven chakra's en hun plaats in het lichaam.

De zevende chakralaag is de natuurlijke verbinding tussen de zevende auralaag (goddelijk lichaam) en het zevende chakra (Sahasrara of kruin). Het lichaam heeft in totaal zeven auralagen die allemaal verbonden zijn met een van de zeven chakra's, het lichaam heeft dus zeven van deze verbindingen en dus ook zeven chakralagen.
Het zevende chakra heeft een natuurlijke verbinding met de zevende aura. De overige zes auralagen zijn ook verbonden met het zevende chakra, maar hier treedt geen natuurlijke verbondenheid in op, het levert echter wel een onderverdeling op:
- Chakralaag 7.1: 7e chakra, 1e auralaag; de verbinding tussen het zevende chakra en het fysieke lichaam.
- Chakralaag 7.2: 7e chakra, 2e auralaag; de verbinding tussen het zevende chakra en het emotionele lichaam.
- Chakralaag 7.3: 7e chakra, 3e auralaag; de verbinding tussen het zevende chakra en het ego-lichaam.
- Chakralaag 7.4: 7e chakra, 4e auralaag; de verbinding tussen het zevende chakra en het liefdeslichaam.

De vijfde, zesde en zevende auralaag zijn te diffuus om te meten of, binnen een alternatieve geneeswijze, er iets mee te doen. Deze worden daarom ook niet meegeteld in de chakralagen.